# Avannaata
Avannaata  è un comune groenlandese di 10 600 abitanti. Con circa 522700 km², è stato istituito il 1º gennaio 2018 in seguito alla soppressione del comune di Qaasuitsup.
Nel novembre 2018 è stata pubblicata la scoperta sotto il ghiacciaio di Hiawatha di un cratere da impatto largo 31 chilometri e profondo 320 metri, si suppone che l'evento sia accaduto 12 000 anni fa.

## Geografia
All'estremità meridionale del territorio del comune si trova la baia di Disko, le cui isole appartengano al comune di Qeqertalik. Questa baia è un'insenatura della più grande baia di Baffin, che a nord prende il nome di baia di Melville. La costa della baia nord-orientale di Baffin è costellata di isole dell'arcipelago di Upernavik, che è interamente parte del comune. Nell'estremo nord-ovest vicino a Qaanaaq e Siorapaluk, il territorio del comune si estende nello stretto di Nares, che separa la Groenlandia dall'isola di Ellesmere.
La Danimarca rivendicava l'isola Hans come parte di Avannaata, mentre il Canada la considerava parte della regione Nunavut di Qikiqtaaluk. Dal 2022 l'isola è stata spartita ed ora le due aree amministrative risultano confinanti. 
Avannaata vanta la singolarità geografica di giacere su due fusi orari, UTC-4 e UTC-3, benché la stragrande parte della superficie comunale ricada in quest'ultimo.